# Natsuki Kizu
Natsuki Kizu (japanisch キヅ ナツキ Kizu Natsuki; * 14. Juli 1992) ist eine japanische Mangaka, die auch unter den Namen Sashikizu, Shishō und als Teil der Gruppe Gusari veröffentlichte.

## Werdegang und Werk
Die meisten Werke von Kizu sind Fancomics zu bekannten Serien, sogenannte Dōjinshi, von denen sie mehrere Dutzend schuf und meist in der Gruppe Gusari veröffentlichte. Mit diesen begann sie 2010, zunächst zu Hetalia und später unter anderem zu Haikyu!!, Kuroko no Basuke und Detektiv Conan. Dabei handelt es sich durchweg um homoerotische oder -romantische Geschichten mit männlichen Charakteren aus diesen Serien (Yaoi). Bei diesem Thema blieb Kizu auch, als sie Geschichten in eigenen Welten schuf. Die erste kommerziell veröffentlichte war ab 2012 die kurze Serie Yukimura-sensei to Kei-kun. Sie erzählt von einem Studenten, der seinen jungen, schönen aber distanzierten Professor zunächst unterhaltsam findet und seine Nähe sucht, sich bald aber in ihn verliebt. 2014 erschien Links, eine Sammlung von miteinander verknüpften Liebesgeschichten zwischen jungen Männern. Von 2014 bis 2023 kam dann die Serie Given heraus, die neun Bände erreichte. Sie wurde ab 2019 als Anime-Fernsehserie sowie in mehreren Filmen umgesetzt und als erste von Kizus Mangas übersetzt – darunter ab 2018 bei Egmont Manga ins Deutsche, wo 2021 dann auch Links erschien. Die Serie erzählt nacheinander von drei Liebesbeziehungen zwischen Oberschülern und Studenten, die alle auch als Musiker aktiv und darüber miteinander verbunden sind. Seit 2024 erscheint die Fortsetzung Given: 10th Mix. 

## Bibliografie (Auswahl)
- Yukimura-sensei to Kei-kun (雪村せんせいとケイくん, 2012–2013, 1 Band)
- Links (リンクス, 2014, 1 Band)
- Given (ギヴン, 2014–2023, 9 Bände)
- Given: 10th Mix (ギヴン　10th mix, seit 2024)